# كاميراتا فلورنسا

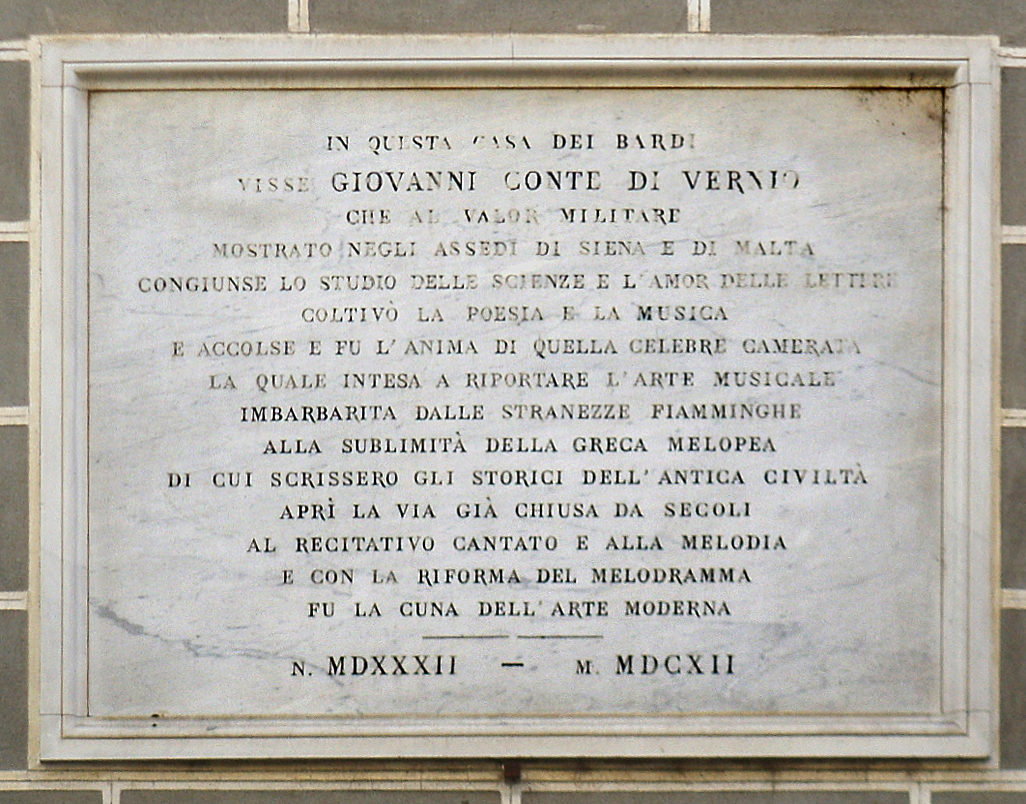

كاميراتا فلورنسا (بالإنجليزية Florentine Camerata )
هي مجموعة الشعراء والموسيقيين والمثقفين الإنسانيين الإيطاليين المؤثرين في فلورنسا في القرن ال16 في أواخر عصر النهضة الذين تجمعوا تحت رعاية الكونت جيوفاني دي باردي لمناقشة وتوجيه الاتجاهات في مجال الفنون وخاصة الموسيقى والدراما. التقوا في منزل جيوفاني دي باردي، واشتهرت مجالسهم بوجود جميع الرجال الأكثر شهرة في فلورنسا كضيوف متكررين. كانت ذروة نفوذ الكاميراتا بين 1577 و1582 حيث كسبت نفوذًا قبل هذا الوقت، وانتهت بنهايته.
من ضمنهم المؤلفون الموسيقيون فنسينزو جاليلي، وجاكوبو بيري وجيليو كاتشيني الذين سعوا لإحياء فن قدماء الإغريق خاصة بالنسبة لإثارة المشاعر الإنسانية خلال التعبير الدرامي وبدلا من ذلك أحدثوا ثورة في المادريجال واخترعوا الأوبرا.
أيضا من أحد أهم إسهاماتهم ظهور نوع جديد من الغناء الصولو وهو المونودي.

## المصدر
1. ↑  The Facts on File Dictionary of Music, Christine Ammer 2004
2. ↑  Music: The Art of listening by Jean Ferris